# Saint-Brice-de-Landelles
Saint-Brice-de-Landelles ist eine französische Gemeinde mit 651 Einwohnern (Stand: 1. Januar 2022) im Département Manche in der Region Normandie. Die Gemeinde gehört zum Arrondissement Avranches und zum Kanton Saint-Hilaire-du-Harcouët. Die Einwohner werden Briçois genannt.

## Geographie
Saint-Brice-de-Landelles liegt etwa 64 Kilometer südlich des Stadtzentrums von Avranches. An der südwestlichen Gemeindegrenze verläuft das Flüsschen Lair. Umgeben wird Saint-Brice-de-Landelles von den Nachbargemeinden Saint-Hilaire-du-Harcouët im Norden und Westen, Les Loges-Marchis im Osten, Louvigné-du-Désert im Süden sowie Monthault im Südwesten.

## Bevölkerungsentwicklung
| Jahr                       | 1962 | 1968 | 1975 | 1982 | 1990 | 1999 | 2006 | 2018 |
| Einwohner                  | 752  | 724  | 714  | 720  | 666  | 616  | 613  | 676  |
| Quellen: Cassini und INSEE |      |      |      |      |      |      |      |      |

## Sehenswürdigkeiten

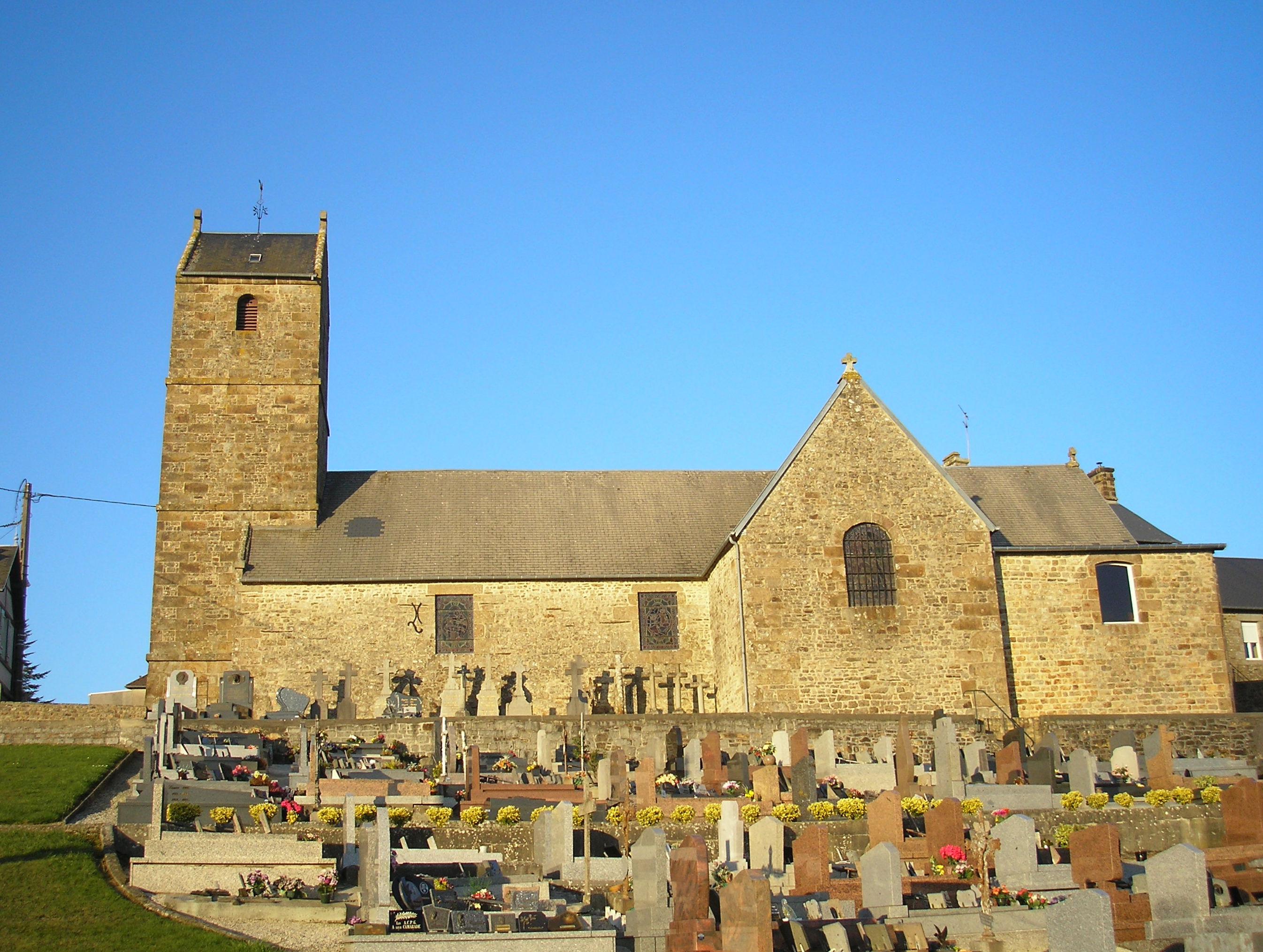
Kirche Saint-Brice

- Kirche Saint-Brice aus dem 12. Jahrhundert, Umbauten aus dem 15. und 18. Jahrhundert